# Bono, Morbihan

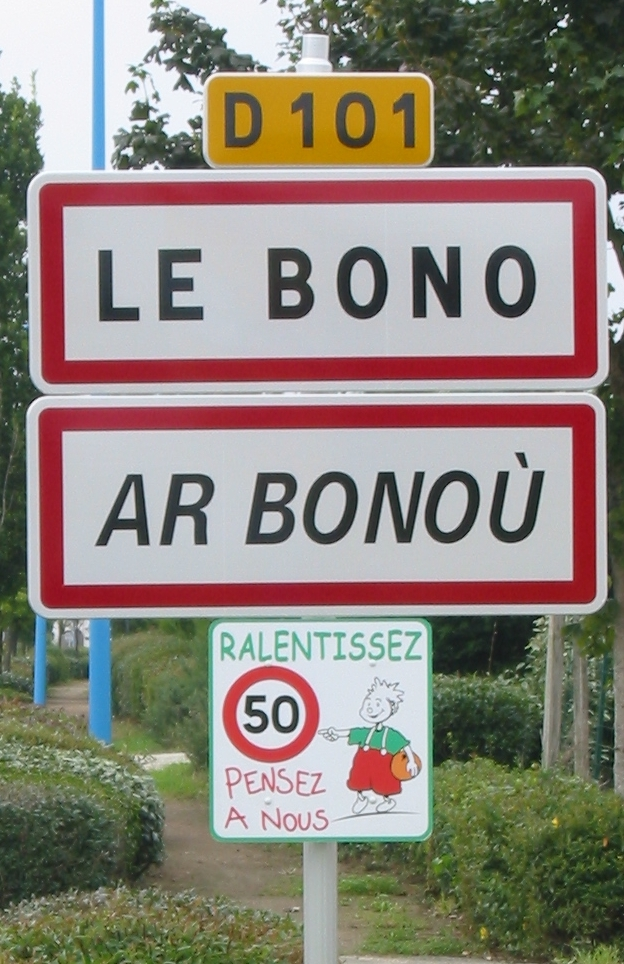
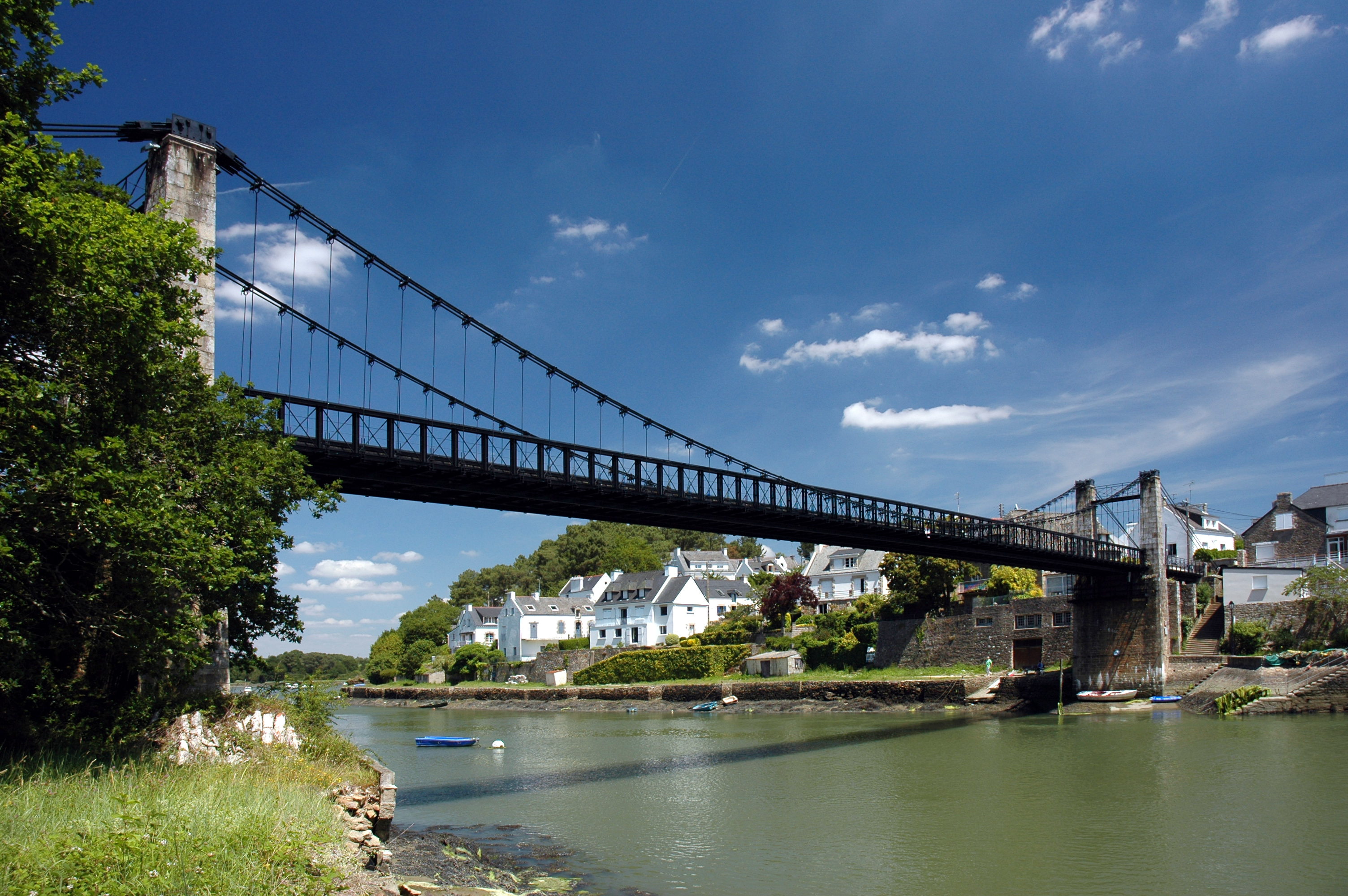
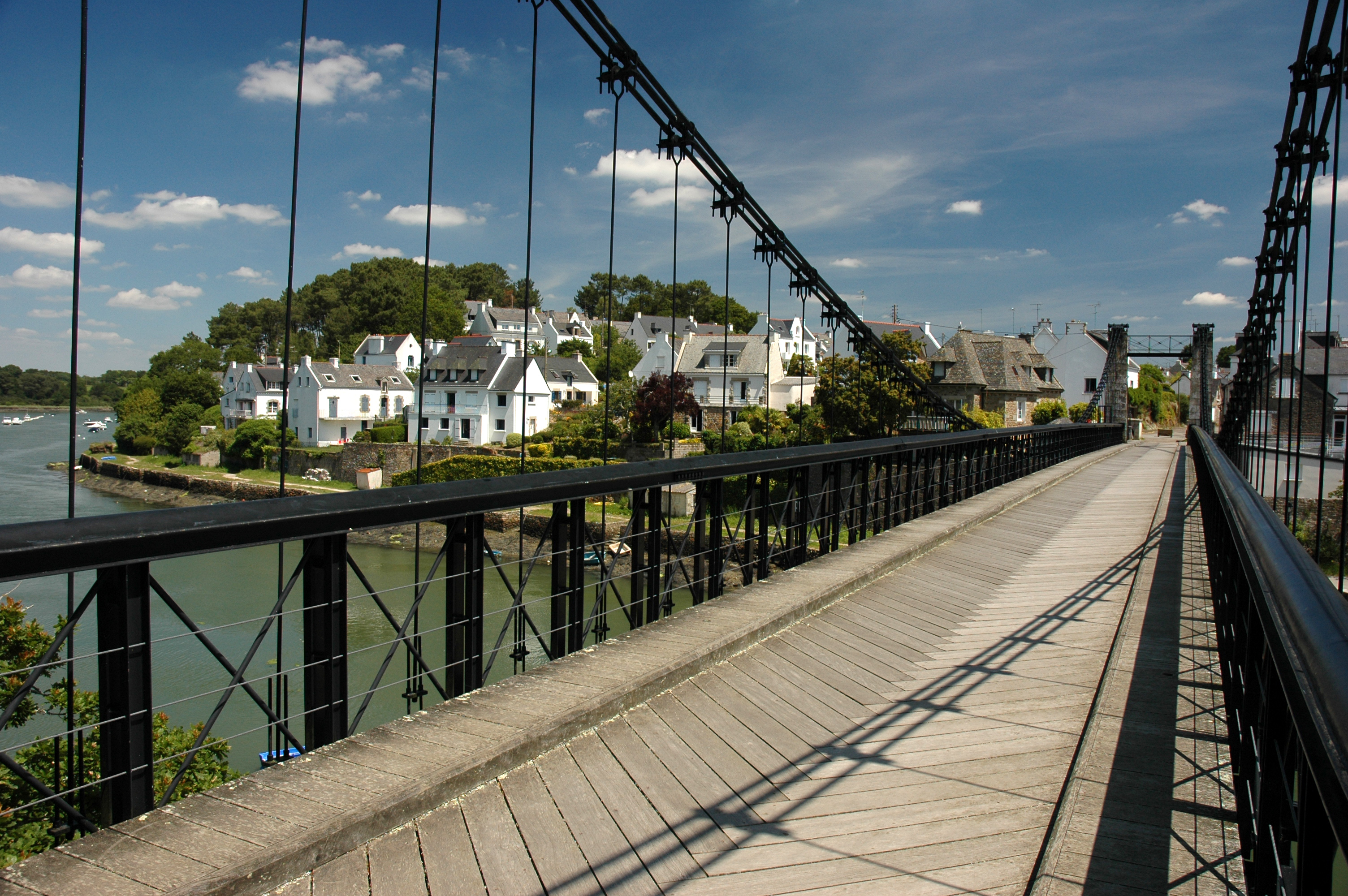
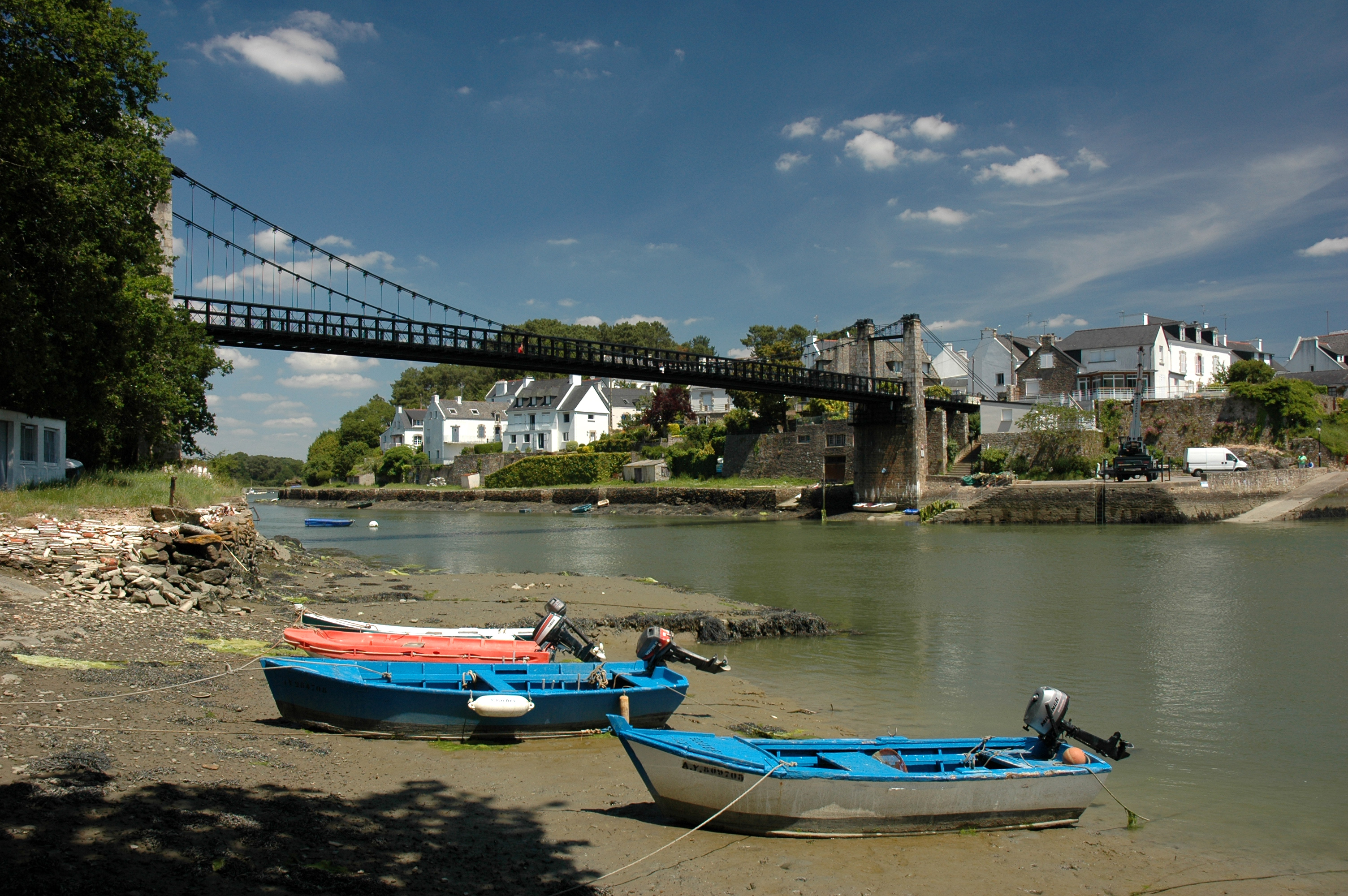
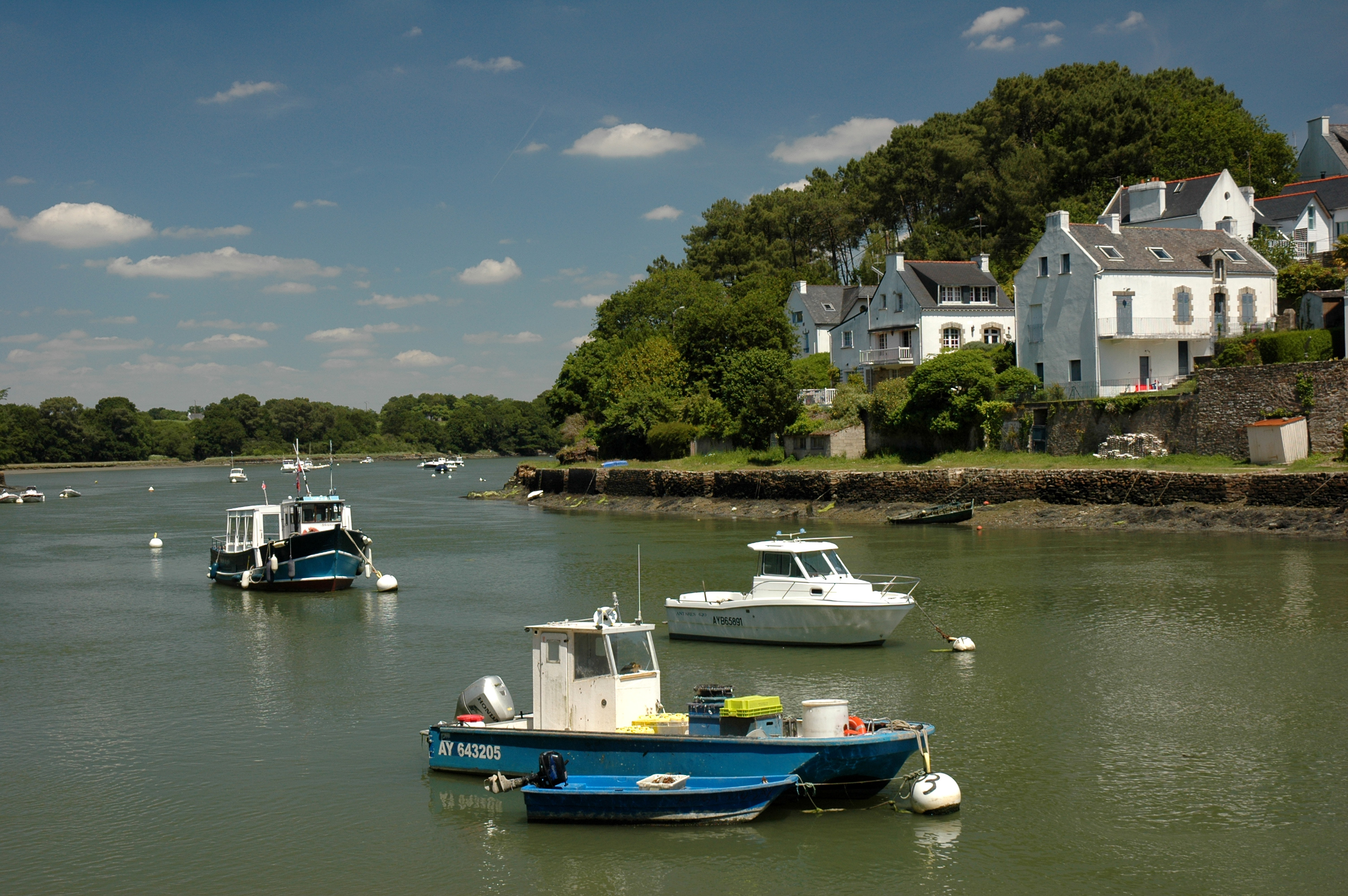
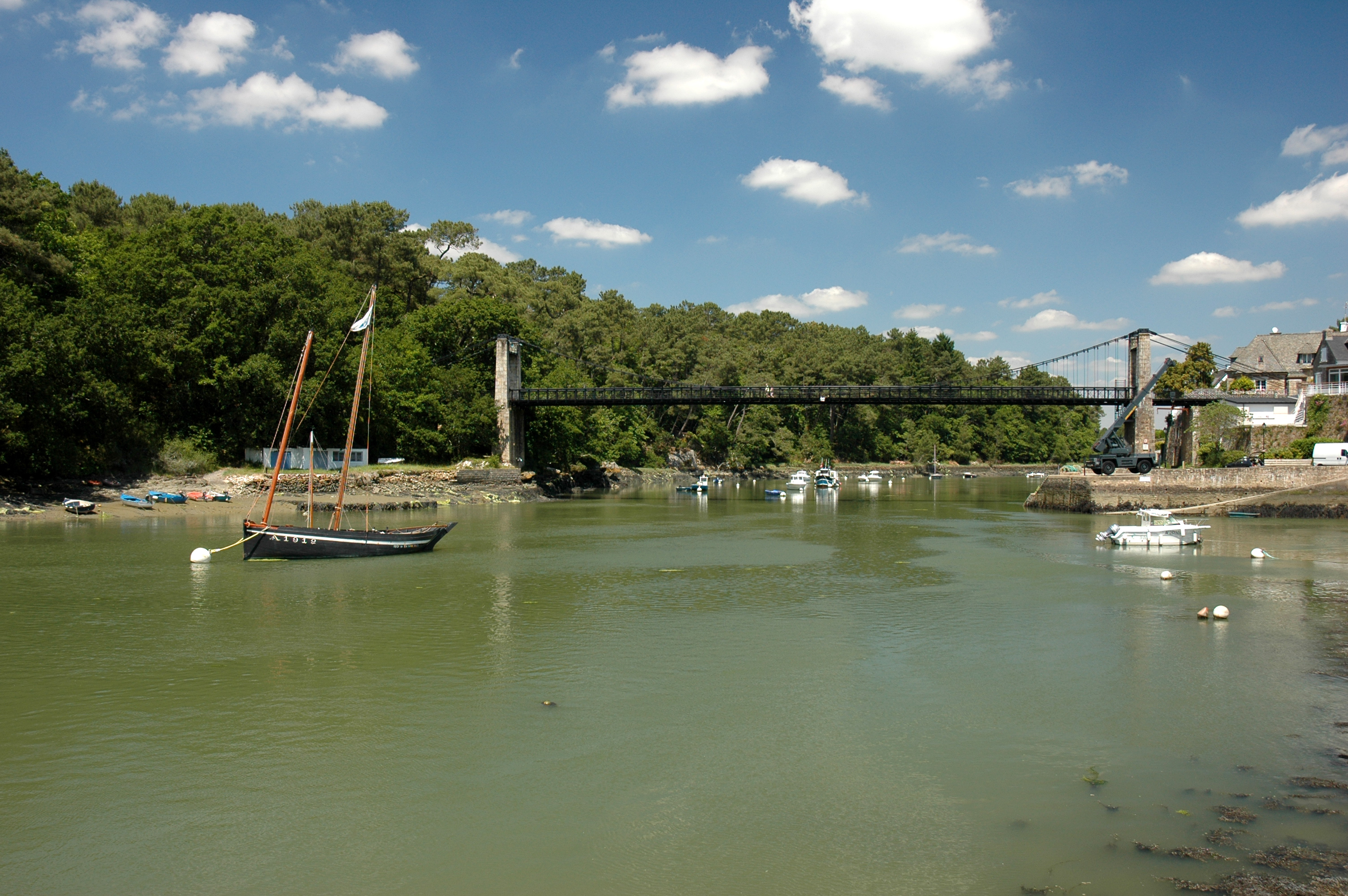
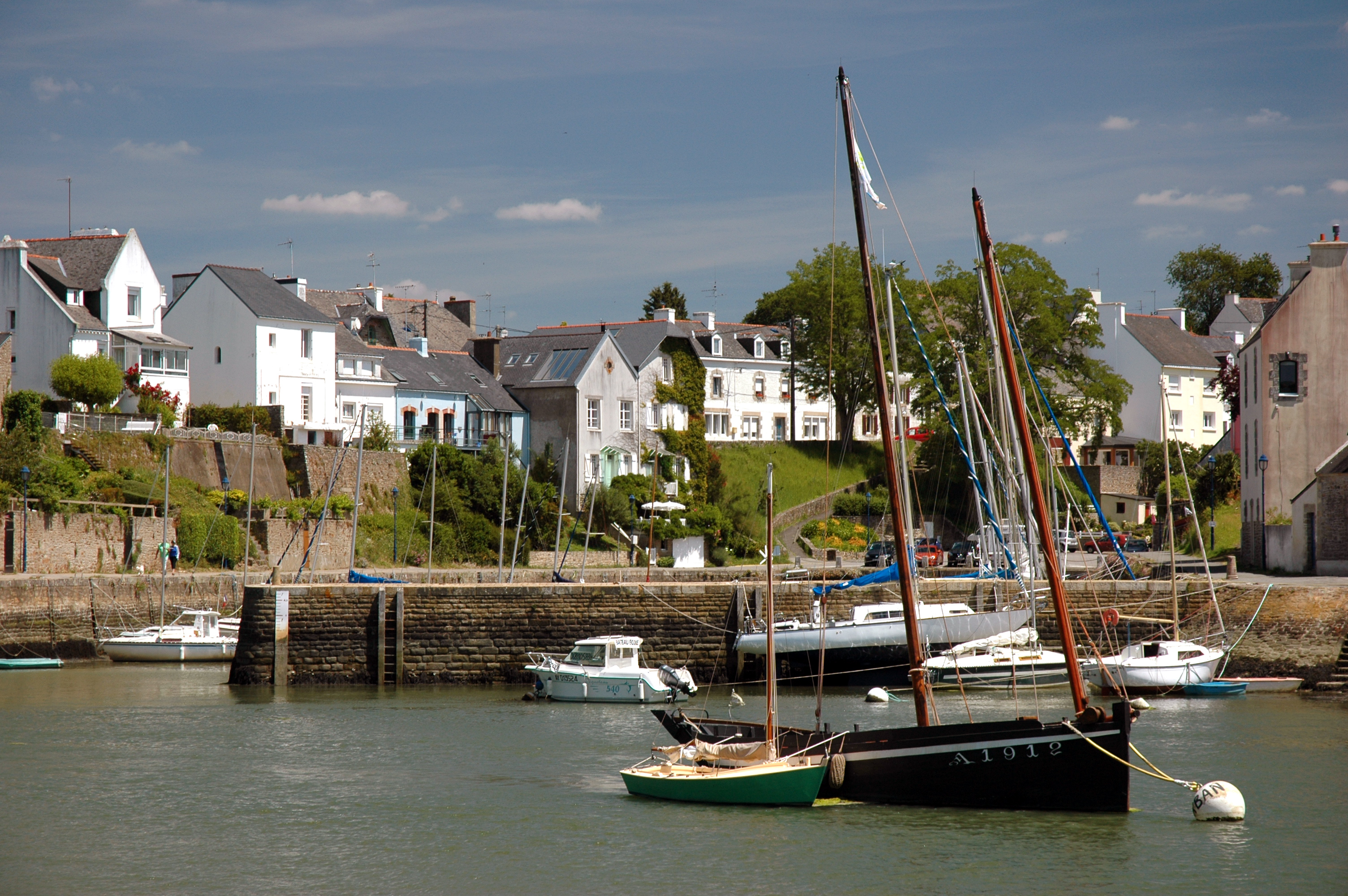

Le Bono este o comună în departamentul Morbihan, Franța. În 1 ianuarie 2022 avea o populație de 2.594 de locuitori.